# Phraortes elongatus
Phraortes elongatus är en insektsart som först beskrevs av Carl Peter Thunberg 1815.  Phraortes elongatus ingår i släktet Phraortes och familjen Phasmatidae. Inga underarter finns listade i Catalogue of Life.